# Ancistrosoma klugi
Ancistrosoma klugi är en skalbaggsart som beskrevs av Curtis 1835. Ancistrosoma klugi ingår i släktet Ancistrosoma och familjen Melolonthidae. Inga underarter finns listade i Catalogue of Life.